# Schnusea sessilis
Schnusea sessilis är en tvåvingeart som beskrevs av Edwards 1933. Schnusea sessilis ingår i släktet Schnusea och familjen svampmyggor. Inga underarter finns listade i Catalogue of Life.